# International Fight League
International Fight League (IFL) var en amerikansk MMA-organisation verksam mellan 2006 och 2008.

## Upplägg
Man satsade på ett, för kampsporten, nytt format med ett ligasystem där fighters ingick i lag istället för det vanliga systemet med matcher man-mot-man. Varje lag bestod av sex fighters i olika viktklasser. När två lag möttes matchades lagens fighters mot varandra och det lag vars fighters vann flest individuella möten vann matchen. Lagen tränades av kampsportsprofiler som till exempel Ken Shamrock, Frank Shamrock, Renzo Gracie, Pat Miletich och Bas Rutten.

### Säsonger
Tre "säsonger" genomfördes och Quad City Silverbacks (tränade av Pat Miletech) blev mästare två gånger och New York Pitbulls (tränade av Renzo Gracie) vann en gång. Genom ett antal miniturneringar där de bästa i varje viktklass fick mötas utsåg man även individuella mästare. Bland dessa kan nämnas Roy Nelson (tungvikt), Vladimir Matyushenko (lätt tungvikt), Dan Miller (mellanvikt) och Jay Hieron (weltervikt).